# Championnat de France de rugby à XV 1924-1925
Navigation
1923-1924 1925-1926

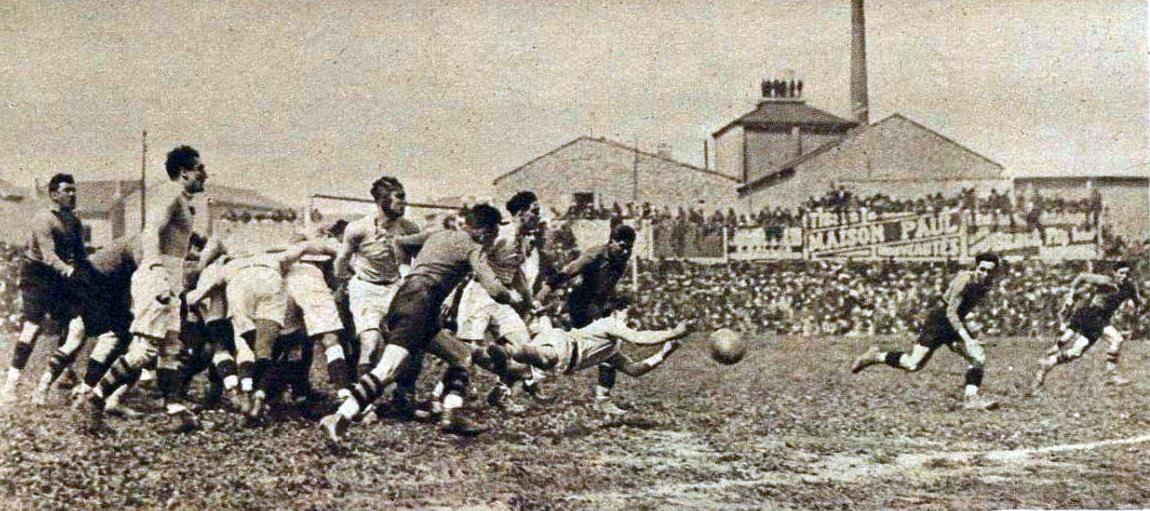
Une sortie de mêlée du demi perpignanais Carbonne.

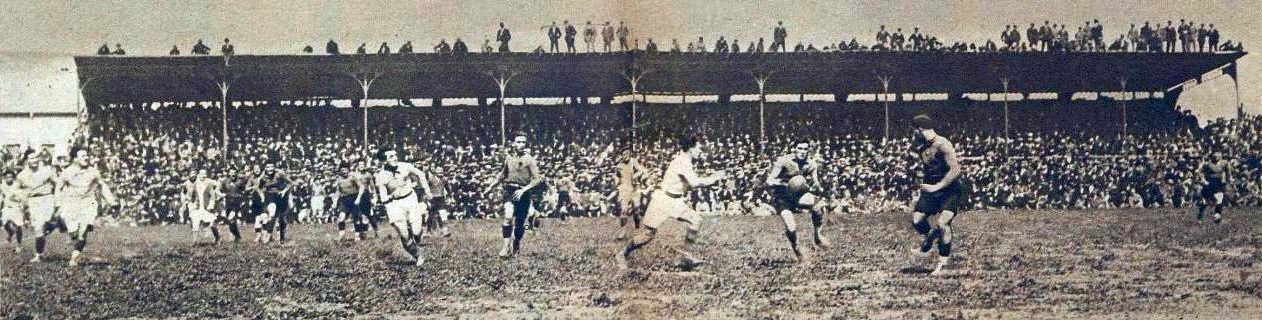
Une attaque à la main des Carcassonnais.

Le championnat de France de rugby à XV 1924-1925 a été remporté par l'US Perpignan qui a battu l'AS Carcassonne   en finale.
Le championnat met aux prises 30 équipes réparties en 6 poules de 5. Baptisé auparavant "première série", il se nomme désormais "excellence", la deuxième série devenant "honneur". Sept nouveaux clubs font leur apparition dans ce championnat Excellence : SC Angoulême, Stade Bagnères, Boucau Stade, SAU Limoges, SC Mazamet (champion 2° série 1924), Arlequins Perpignan et US La Teste.
Ils remplacent numériquement : Biarritz olympique (pourtant qualifié pour les poules quart de finale 1924), Stade Bordelais, RC Chalon-sur-Saône, FC Lézignan, FC Lourdes (même remarque que Biarritz), Olympique (Paris) et Stade Poitiers.

## Poules de cinq
- Poule A : Stade toulousain 11 pts, Stade français 10 pts, Arlequins Perpignan 9 pts, Stade hendayais 5 pts, SU Agen 5 pts
- Poule B : SA Bordeaux 10 pts, US Perpignan 9 pts, Toulouse OEC 8 pts, Section paloise 7 pts, CA Périgueux 7 pts
- Poule C : Stadoceste tarbais 10 pts, SC Albi 9 pts, AS Bayonne 8 pts, RC Toulon 8 pts, US La Teste 4 pts
- Poule D : FC Grenoble 12 pts, Stade Bagnères 8 pts, SC Mazamet 8 pts, AS Béziers 8 pts, AS Soustons 4 pts
- Poule E : AS Carcassonne   10 pts, CA Bègles 10 pts, Aviron bayonnais 10 pts, SC Angoulême 6 pts, SAU Limoges 4 pts
- Poule F : RC Narbonne 12 pts, Racing CF 10 pts, SO Avignon 7 pts, Le Boucau Stade 6 pts, US Cognac 6 pts

Les deux premiers de chacune de ces poules se qualifient pour 4 poules de 3.
Des matchs de barrage sont nécessaires pour départager les équipes ex æquo dans 2 poules:
- Poule D : SC Mazamet bat Stade bagnérais 9 à 0
- Poule E : Aviron bayonnais bat CA Bègles 3 à 0

## Poules de trois
- Poule A : Stade toulousain 6 pts, Aviron bayonnais 4 pts, Racing CF 2 pts
- Poule B : Stadoceste tarbais 5 pts, US Perpignan 5 pts, Stade français 2 pts
- Poule C : RC Narbonne 6 pts, SC Albi 4 pts, FC Grenoble 2 pts
- Poule D : AS Carcassonne 6 pts, SC Mazamet 3 pts, SA Bordeaux 3 pts

Les premiers de ces poules disputent les demi-finales.
Un match de barrage est nécessaire pour départager 2 clubs ex æquo:
- Poule B : US Perpignan bat Stadoceste tarbais 5 à 3

## Demi-finales
- AS Carcassonne   bat le Stade toulousain 3 à 0, à Bordeaux le 5 avril 1925
- US Perpignan bat RC Narbonne 13 à 5, à Béziers (après un premier match nul 3 à 3 le 5 avril 1925 à Toulouse)

## Finale
L'Union Sportive Perpignanaise bat l'Association Sportive Carcassonnaise 5 à 0 (après un premier match nul 0-0, le 26 avril 1925 à Toulouse, stade des Ponts-Jumeaux).
| Équipes        | US Perpignan - AS Carcassonne |
| Score          | 5-0 (5-0) |
| Date           | 3 mai 1925 |
| Stade          | Stade Maraussan de Narbonne |
| Arbitre        | Robert Vigné |
| Les équipes    | |
| US Perpignan   | Étienne Cayrol, Marcel Darné, Roger Ramis, Marcel Baillette, René Tabès, Joseph Pascot, Jean Carbonne, Eugène Ribère, Ernest Camo, Noël Sicart, André Rière, Marcel Henric, Camille Montade, Georges Delort, Joseph Sayrou        |
| AS Carcassonne | François Andrieu, Henri Gleyzes, Jean Roux, Albert Miquel, Albert Domec, Philippe Marty, Jean Darsans, Jean Sébédio, Joseph Raynaud, Henri Séguier, Achille Cadenat, Germain Raynaud, Jean Casterot, Roger Mauran, Etienne Aguado |
| Points marqués | |
| US Perpignan   | 1 essai et 1 transformation de Ramis |
| AS Carcassonne | |

## Autres compétitions
Le 19 avril 1925, à Bordeaux, l'Association Sportive Montferrandaise bat le Biarritz olympique en finale du championnat de France Honneur (2e division) par 14 à 6.
En 3e série, le Cercle Athlétique d'Esperaza bat en finale les Cheminots de Béziers 25 à 0.